# Tachysoniscus austriacus
Tachysoniscus austriacus là một loài chân đều trong họ Trichoniscidae. Loài này được Verhoeff miêu tả khoa học năm 1908.